# سومیتومو الکتریک
سومیتومو الکتریک (به ژاپنی: 住友電気工業) شرکت تجهیزات الکتریکی ژاپنی است، که در زمینه تولید سیم‌های برق، فیبر نوری، تجهیزات صنعتی، موتورهای الکتریکی و قطعات خودرو فعالیت می‌کند.
شرکت سومیتومو الکتریک در سال ۱۸۹۷ تأسیس شد و هم‌اکنون به‌عنوان زیرمجموعه‌ای از گروه سومیتومو، دارای عملیات در ۳۰ کشور جهان می‌باشد.
دفتر مرکزی این شرکت در شهر اوساکا، ژاپن قرار دارد و بخشی از سهام آن در بازارهای بورس توکیو، بورس اوساکا و بورس فوکوکا معامله می‌شود.